# Guzumkend
Pour l’article homonyme, voir Kert.
Kert (en arménien Քերթ, en azéri Quzumkənd) est une communauté rurale de la région de Martouni, au Haut-Karabagh. Elle compte 567 habitants en 2005.